# 射水市小杉総合体育センター
射水市小杉総合体育センター（いみずしこすぎそうごうたいいくセンター）は、富山県射水市戸破3111番地の総合運動施設である。愛称はアルビスによるネーミングライツにより2008年4月1日より『アルビス小杉総合体育センター』（アルビスこすぎそうごうたいいくセンター）となっている。

## 施設
建築物概要
- 敷地面積 - 18,704 m2
- 延床面積 - 6,730 m2
- 鉄骨鉄筋コンクリート造2階建

大アリーナ
ハンドボール1面、バスケットボール2面、バレーボールおよびテニス3面、バドミントン10面等に対応。
- 面積 - 2,200 m2
- 観客席 - 1,964席

小アリーナ
バスケットボール1面、バレーボールおよびテニス1面、バドミントン3面等に対応。
- 面積 - 600 m2

その他
- ランニングコース
- 大小会議室
- シャワー室
- 駐車場 - 300台（無料）

## 交通アクセス
- あいの風とやま鉄道線小杉駅南口から、コミュニティバス15番（小杉駅・足洗線）「手崎」下車、徒歩3分[3]